# 伊塔庫魯維德拉科迪勒拉

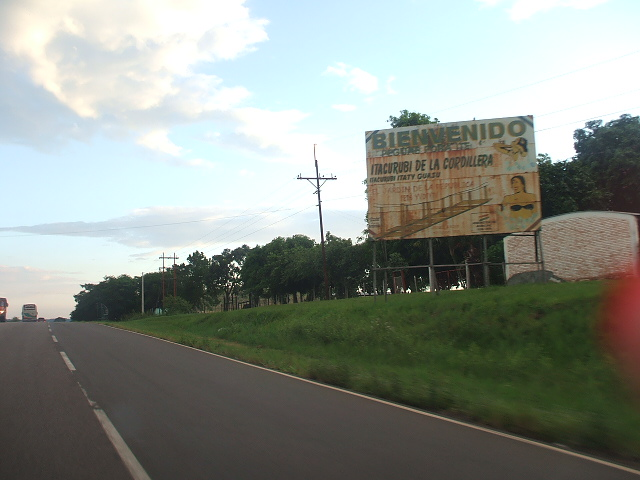

伊塔庫魯維德拉科迪勒拉（西班牙語：Itacurubí de la Cordillera），是巴拉圭的城鎮，位於該國中部，由科迪勒拉省負責管轄，距離亞松森88公里，始建於1871年9月18日，面積262平方公里，海拔高度155米，2002年人口10,744，人口密度每平方公里38人。